# Barbara Haber
Barbara Haber, z d. Jaźwiec (ur. 11 stycznia 1962) – polska siatkarka, mistrzyni i reprezentantka Polski.

## Życiorys
Z reprezentacją Polski juniorek wystąpiła na mistrzostwach Europy w 1979, zajmując 5. miejsce. W reprezentacji Polski seniorek debiutowała 18 lipca 1982 w towarzyskim spotkaniu z Koreą Północną. Wystąpiła na mistrzostwach Europy w 1985 (7. miejsce). Zakończyła karierę reprezentacyjną meczem mistrzostw Europy z Węgrami - 6 października 1985. Łącznie w I reprezentacji Polski wystąpiła w 87 spotkaniach.
Na początku kariery była zawodniczką Gedanii, z którą w 1978 awansowała do I ligi. W latach 1980–1990 i 1991/1992 występowała w drużynie Czarnych Słupsk, zdobywając z nią trzykrotnie mistrzostwo Polski (1985, 1986, 1992), trzykrotnie wicemistrzostwo (1983, 1984, 1988) i raz brązowy medal mistrzostw Polski (1981). W sezonie 1986/1987, w którym słupska drużyna zdobyła mistrzostwo Polski, nie grała w związku z urlopem macierzyńskim. Sezon 1990/1991 spędziła we Włoszech, w II-ligowej drużynie Antoniana Volley Pescara.